# Merili Varik
Merili Varik (1983, Kuressaare, Saaremaa) és una cantant estoniana de rock, i antiga vocalista i una de les fundadores d'Agent M i actual vocalista de Sõpruse Puiestee.